# Spytihněv (Ort)

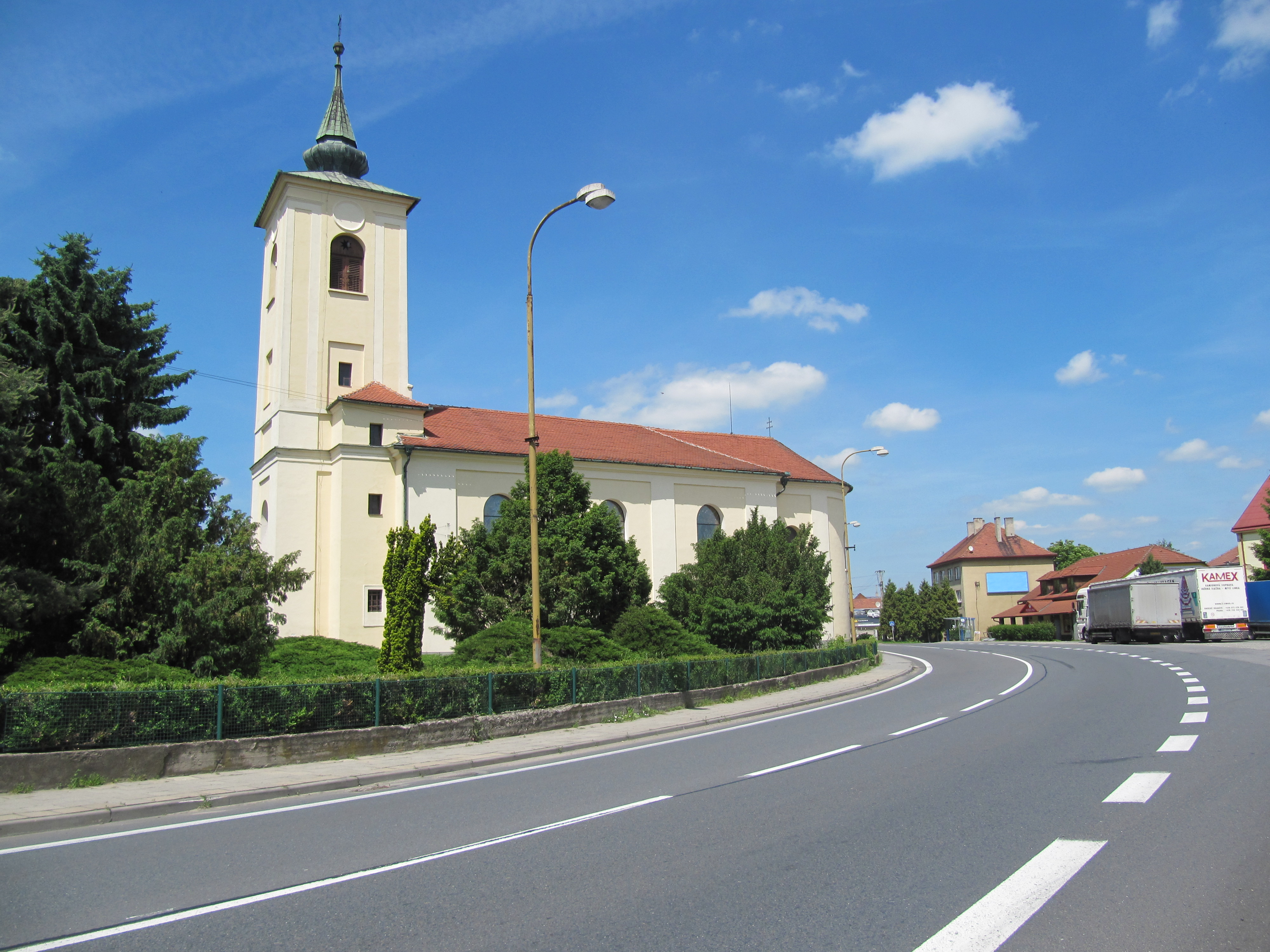
Spytihněv – Kirche Mariä Himmelfahrt

Spytihněv (deutsch Spitinau) ist eine Gemeinde in Tschechien. Sie liegt 18 Kilometer südwestlich von Zlín und gehört zum Okres Zlín.

## Geographie
Spytihněv liegt im Tal der March, an deren linkem Ufer. Nachbarorte sind Napajedla im Norden, Komárov im Nordosten, Březolupy im Osten, Topolná im Südwesten, Babice im Süden, Březolupy im Südwesten, Jankovice im Westen und Halenkovice im Nordwesten. Durch den Ort verläuft die Fernstraße 55.

## Geschichte
Das Gründungsjahr von Spytihněv ist nicht bekannt. Es wird vermutet, dass es während der Herrschaft des Herzogs Břetislav I. entstand und nach dessen Sohn Spytihněv II. benannt wurde. Er soll hier die Fürstenburg „castrum Zpitignew“ erbaut haben, die der Landesverteidigung diente und die ungarischen und polnischen Einfälle abwehren sollte. Zugleich war sie ein militärisches sowie Verwaltungszentrum eines größeren Territoriums, das sich links und rechts der March erstreckte. Die auf der Burg gelegene Kirche erfüllte die Funktion eines geistlichen Mittelpunktes.
Erstmals urkundlich erwähnt wurde Spytihněv im Jahr 1141 in einem Besitzverzeichnis des Olmützer Bischofs Heinrich Zdík, wodurch auch die Existenz einer Pfarrkirche belegt ist. Vermutlich infolge eines Hochwassers ging das „castrum Zpitignew“ um 1200 unter. Spytihněv war Sitz eines Archidiakonats, das unter Bischof Bruno von Schauenburg erneuert wurde. Nach der Ausdehnung der přemyslidischen Macht nach Süden verlor der Ort seine militärische Bedeutung. 1318 gelangte Spytihněv an das Bistum Olmütz, von dem es unter Bischof Stanislaus Pavlovský von Pavlovitz 1582 an Adelige verkauft wurde. Danach verlor es seine Bedeutung und ist seither ein landwirtschaftlich geprägtes Dorf.

## Sehenswürdigkeiten
- Archäologische Ausgrabungen der um 1200 untergegangenen Burg auf dem linken Ufer der March.